# 脇町川原町
脇町川原町（わきまちかわらまち）は、徳島県美馬市の大字。郵便番号は〒779-3620。

## 地理
美馬市の中央部に位置。南は吉野川を隔てて美馬郡つるぎ町、北から西は美馬町、東は脇町野村と接する。
地内は南北に細長く、ほぼ中央部を徳島県道12号鳴門池田線（撫養街道）が通る。

### 河川
- 吉野川
- 野村谷川

## 歴史
- 2005年（平成17年）3月1日 - 美馬郡脇町が木屋平村・穴吹町・美馬町と合併して美馬市となり、現在の町名となる。

## 交通

### 道路
都道府県道
- 徳島県道12号鳴門池田線